# Шарл I (Бургундия-Невер)
Шарл Бургундски или Шарл I от Невер (на френски: Charles de Bourgogne; * 1414, Кламси, † 25 май 1464) от династията Валоа Бургундия, е от 1415 до 1464 г. граф на Невер и Ретел.

## Биография
Той е син на граф Филип II от Невер и втората му съпруга Боне д’Артоа.
След смъртта на баща му в битката при Азенкур през 1415 г. той става негов наследник като граф на Невер и Ретел. Първо е под опекунството на майка му, след това на херцог Филип Добрия от Бургундия. След пълнолететието си Шарл Бургундски се доближава към краля на Франция. На страната на френския крал той участва в походите в Нормандия (1449 – 1450) и Гиен (1451 – 1453).
На 11 юни 1456 г. той се жени за Мари д'Албрет († 1486), дъщеря на Шарл II д’Албрет и Анне д’Арманяк. Бракът е бездетен. От връзката му с Йоланда от Логон той има една извънбрачна дъщеря, която легитимира през 1463 г.:
- Адриене от Невер, ∞ за Клод дьо Рошфор, ∞ на 10 май 1466 за Жак дьо Клуни († 1512).

Понеже дъщеря му Адриене е бездетна и Шарл няма наследник, като граф на Невер и Ретел го наследява по-малкият му брат Жан II.